# Scaphytopius marginelineatus
Scaphytopius marginelineatus är en insektsart som beskrevs av Carl Stål 1859. Scaphytopius marginelineatus ingår i släktet Scaphytopius och familjen dvärgstritar. Inga underarter finns listade i Catalogue of Life.